# Buhus

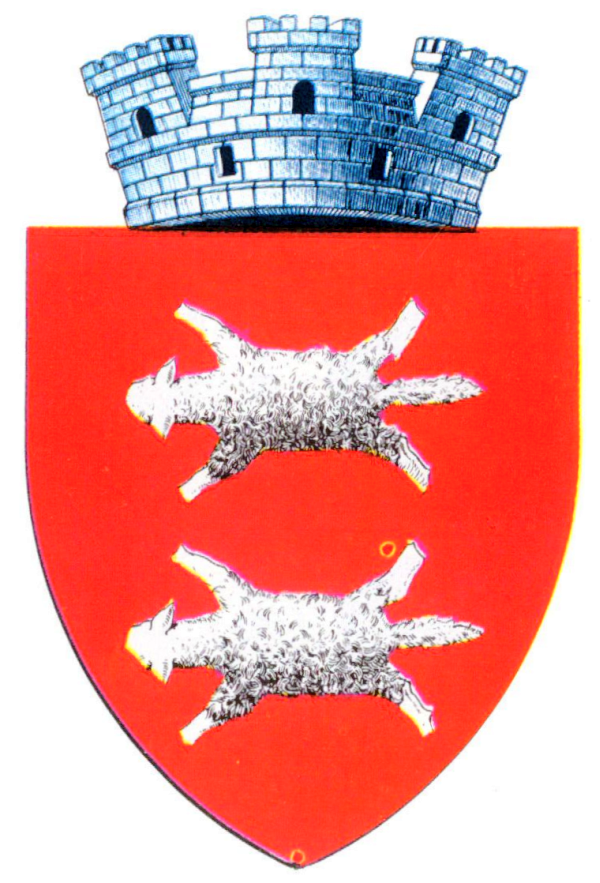
A város régi címere

Buhus (magyar névváltozat: Bohus, románul: Buhuși) város Bákó megyében, Moldvában, Romániában.

## Fekvése
A megye északi részén, a Români patak és az Aranyos-Beszterce (Bistrița) egyesülésénél helyezkedik el, 24 km-re északnyugatra a megyeszékhelytől, Bákótól.

## Történelem
Első írásos említése 1438-ból való, Bodești néven.
1457 április 14.-és, Orbic faluban, ami ma a város egyik negyede, III. István moldvai fejedelem győzelmet aratott Péter Áron moldvai fejedelem felett.
1800-tól több névváltozata is szerepel a dokumentumokban: Bodeștii lui Buhuș, Bodeștii Buhușoaiei; majd megmarad a ma is használatos névváltozata: Buhuș. Ezek az elnevezések a település egykori tulajdonosaira utalnak, a Buhuș bojárcsaládra.
Városi rangját 1930-ban kapta meg.

## Népesség
A város népességének alakulása:
- 1930 - 8 655 lakos
- 1948 - 8 198 lakos
- 1956 - 12 382 lakos
- 1966 - 15 341 lakos
- 1977 - 20 148 lakos
- 1992 - 21 621 lakos
- 2002 - 18 746 lakos

A népesség etnikai összetétele a 2002-es népszámlálási adatok alapján:
- Román:  18 155 (96,84%)
- Roma:  551 (2,93%)
- Magyar:  16 (0,08%)
- Német:  10 (0,05%)
- Zsidó:  7 (0,03%)
- Török:  2 (0,01%)
- Görög:  1 (0,0%)
- Más:  3 (0,01%)
- Nem nyilatkozott :  1 (0,0%)

A lakosok 97,73%-a ortodox vallású.

## Gazdaság
A lakosság nagy része a mezőgazdaságból tartja fent magát, köszönhetően annak hogy a rendszerváltást követően számos üzem ment csődbe, a népesség nagy százaléka munkanélküli.

## Hírességek
- Gheorghe Platon (1926–2006) – történész, a Román Akadémia tagja volt
- Mihail Roller (1908–1958) – történész, sztálinista ideológus